# グランダートユニオン
グランダートユニオン（ぐらんだーとゆにおん、英: Groundartunion）は、地盤技術プラットフォーム団体。
Groundartunionは、Ground（地盤、土）、Art（技術、芸術）、Union（団体）を組み合わせた造語である。

## 概要
グランダートユニオンの定義は地盤技術のプラットフォーム。主役はグランダートユニオンメンバー（企業）であるとしている。地盤のプロが集うメンバー同士で将来に残す地盤技術の新たな価値を共有、創造していくことを目的とする。
団体主旨は『本物の地盤技術を提供し、社会に貢献する』。
一貫した設計、施工管理ルールのない地盤補強において、根拠のある設計、未来に価値ある地盤補強を残すことを目的として認証工法を普及させ、消費者の生命、財産、安全、安心を守り、循環型社会に貢献することが指標である。
グランダートユニオンのメンバー企業は、各社の工法、商品、強みをグランダートユニオンに提供し共有することが可能で、現在までに工法や施工技術、管理技術、ソフト、プログラム等を開発し、共有している。
主な活動は、根拠ある正しい設計、根拠と価値のある地盤補強工事の提供、認証工法の普及、勉強会、技術講習会、設計支援及び技術、営業の各種支援、設計者やエンドユーザーへの講習会、各学会への研究論文など多岐に渡る。
グランダートユニオンの事務局及び技術委員会は存在するが、あくまでもメンバーを主体としているため、まとめ役としてバックアップする立ち位置となる。

## 沿革（メンバー）
- 2013年10月 - 発足。
- 2014年4月 - 運営開始。
　　　　　　《初期メンバー》
　　　　　　中村基礎工業株式会社
　　　　　　株式会社浪速試錐工業所
　　　　　　株式会社奈良重機工事
　　　　　　出雲建設株式会社
　　　　　　株式会社アートフォースジャパン
　　　　　　株式会社土木管理総合試験所
- 2014年4月 - 株式会社ケンシンテクノ
- 2014年6月 - 隆テック株式会社
- 2014年9月 - 有限会社丸中建設
- 2014年10月 - 三和興業株式会社
- 2014年11月 - UGRコーポレーション株式会社
- 2015年6月 - 株式会社ジオックス
- 2015年7月 - 有限会社地盤データサービス
- 2015年10月 - ポーター製造株式会社
　　　　　　　有限会社ジオワークス
- 2016年12月 - 株式会社地下テクノ
- 2017年2月 - 株式会社井上建機リース
- 2017年10月 - 株式会社P.E.C
- 2018年3月 - 株式会社バンゼン
　　　　　　 株式会社テイビー
- 2019年10月 - 株式会社総栄
- 2020年2月 - 株式会社タムラクレーン

## 沿革（地盤技術）
- 2014年4月 - 設計支援開始。地盤調査・設計・施工トータル支援システム開始。

　　深層混合処理工法　ファインパイル工法eco（建築技術性能証明　GBRC12-25改　更二）
　　ストレート型小口径鋼管　スーパーNP-PACK工法eco（建築技術性能証明　GBRC12-21）
　　丸太打設駅対策　LP-LiC工法（一財　先端建設技術センター　技審証第2504）
　　地盤保証　GrounSfafe50
　　地盤調査・設計・施工トータル支援システム　e-soilⅡ
　　現場管理支援システム　デジタルフォアマン
- 2014年11月 - 簡易土壌汚染調査グリーンテスト開始。
- 2015年10月 - 拡底翼型鋼管杭　ALKTOP工法（国土交通大臣認定　TACP-0384、0385、建築技術性能証明  GBRC11-15、11-16、17-16）
- 2018年3月 - 深層混合処理工法　ファインパイル工法Civ.（建設技術性能証明　BL 審査証明-032）
- 2020年4月 - 深層混合処理工法　ファインパイル工法Civ.　NETIS（国土交通省新技術情報提供システム）登録（KT-200042-A）

## 開発
- 圧密沈下検討プログラム
- 簡易液状化判定プログラム
- 地中増加応力計算プログラム
- 擁壁安定計算プログラム
- ２層地盤検討プログラム
- 薄層支持力検討プログラム
- 配合試験・品質管理計算プログラム
- 設計支援アプリ1,2,3

## 実験
- 2016年1月 - ALKTOP実験（広島）、ALKTOP実験（関東）

## 活動（論文）
- 2018年 - 標準貫入試験とラムサウンディング試験の設計実用性における研究①（日本建築学会）
- 2019年 - 標準貫入試験とラムサウンディング試験の設計実用性における研究②（日本建築学会）
- 2020年 - セミバリオグラム及びクリギングを用いた支持層予測（日本建築学会）
- 2021年 - 分散剤を用いた深層混合処理工法の応力ひずみ特性（日本建築学会）

## 入会規定
入会対象は企業としている。
- 「地盤」にプロ意識を持ち日々活動している企業
- 「地盤のプロ」として活動していこうと真剣に思っている企業
- 自己研鑽を常に実施し続けている、またこれから日々勉強を続けていく自信がある企業
 　 ※申し込みを希望しても対象とならない場合は、入会できない場合がある。